# 굿바이 초콜릿
《굿바이 초콜릿》(영어: Meet Bill, 이전 제목은 영어: Bill)은 미국에서 제작된 버니 골드먼, 멀리사 월랙 감독의 2007년 코미디 드라마 영화이다. 에런 엑하트, 제시카 앨바, 엘리자베스 뱅크스, 로건 러먼, 티머시 올리펀트 등이 출연하였고, 피셔 스티븐스 등이 제작에 참여하였다.

## 출연
- 에런 엑하트
- 제시카 앨바
- 엘리자베스 뱅크스
- 로건 러먼
- 홈즈 오즈번
- 토드 루아이조
- 티머시 올리펀트
- 크레이그 비어코
- 리드 다이아몬드
- 크리스틴 위그
- 제이슨 수데이키스
- 게이브리얼 배소
- 머리사 코플런
- 줄리아 페이스 미첼

## 기타 제작진
- 배역: 에이비 코프먼
- 미술: 브루스 커티스
- 의상: 메리언 시오, 조슬린 로런스